# Joseph Samuel Betterman
Joseph "Joe" Samuel Betterman (ur. 12 lipca 1984) – amerykański zapaśnik w stylu klasycznym. Zajął 33 miejsce na mistrzostwach świata w 2007. Srebro na igrzyskach panamerykańskich w 2011. Dwa brązowe medale na mistrzostwach panamerykańskich, w 2008 i 2012 roku. Zawodnik Northern Michigan University. Od 2012 mąż zapaśniczki Deanny Rix.